# Кіровське сільське поселення (Ібресинський район)
Кі́ровське сільське поселення (рос. Кировское сельское поселение) — муніципальне утворення у складі Ібресинського району Чувашії, Росія. Адміністративний центр — селище Бугуян.

## Населення
Населення — 690 осіб (2019, 819 у 2010, 870 у 2002).

## Склад
До складу поселення входять такі населені пункти:
| Населений пункт | Населення, осіб (2002) | Населення, осіб (2010) |
| --------------- | ---------------------- | ---------------------- |
| Бугуян, селище  | 419                    | 373                    |
| Економ, селище  | 246                    | 254                    |
| Спотара, селище | 77                     | 76                     |
| Тарнвар, селище | 128                    | 116                    |